# Norman Cleaveland
Norman Cleaveland (ur. 4 kwietnia 1901 w Oakland, zm. 8 czerwca 1997 w Santa Fe) – amerykański sportowiec, olimpijczyk, zdobywca złotego medalu w turnieju rugby union na Letnich Igrzyskach Olimpijskich w 1924 roku w Paryżu.

## Życiorys
Jego rodzicami byli Newton, inżynier górniczy, i Agnes Morley Cleaveland, aktywistka i pisarka znana przede wszystkim z autobiograficznej powieści No Life for a Lady.
Idąc w ślady ojca studiował inżynierię górniczą na Stanford University, którą ukończył w 1924 roku. Pracował następnie przez dwadzieścia dwa lata w brytyjskiej firmie wydobywającej cynę na Malajach. Karierę przerwała mu II wojna światowa, podczas której służył w amerykańskich siłach powietrznych. Po jej zakończeniu powrócił do Azji, gdzie pracował w U.S. Reparation Commission w Korei i Mandżurii oraz ponownie w przemyśle wydobywczym.
Po przejściu w 1966 roku na emeryturę mieszkał w Somerset, powrócił jednak do Nowego Meksyku, by zarządzać rodzinnym ranczem.
Był autorem kilkunastu publikacji, z których najbardziej znane to Bang Bang in Ampang (biograficzna opowieść o doświadczeniach z Malezji podczas komunistycznego powstania), The Morleys-young upstarts on the southwest frontier (opisującej kolonizację Nowego Meksyku, również przez jego rodzinę, w czasach Dzikiego Zachodu) oraz The Healer: The Story of Francis Schlatter (biografię Francisa Schlattera, uzdrowiciela z końca XIX wieku).
Był żonaty z Ann i miał trzy córki.

## Kariera sportowa
Podczas studiów reprezentował barwy Stanford Cardinal w rugby union i futbolu amerykańskim.
Z reprezentacją Stanów Zjednoczonych zagrał w turnieju rugby union na Letnich Igrzyskach Olimpijskich 1924. Wystąpił w obu meczach tych zawodów, w których Amerykanie na Stade de Colombes pokonali 11 maja Rumunię 37–0, a tydzień później Francję 17–3. Wygrywając oba pojedynki Amerykanie zwyciężyli w turnieju zdobywając tym samym złote medale igrzysk. W jego posiadaniu ów medal znalazł się dopiero po dwóch miesiącach. Były to jego jedyne występy w reprezentacji kraju.
Podczas kariery zawodowej grał w rugby w regionalnej drużynie Peraku, a po powrocie do USA związał się z Santa Fe Rugby Football Club.
Wraz z pozostałymi amerykańskimi złotymi medalistami w rugby union został w 2012 roku przyjęty do IRB Hall of Fame.